# Dame de compagnie

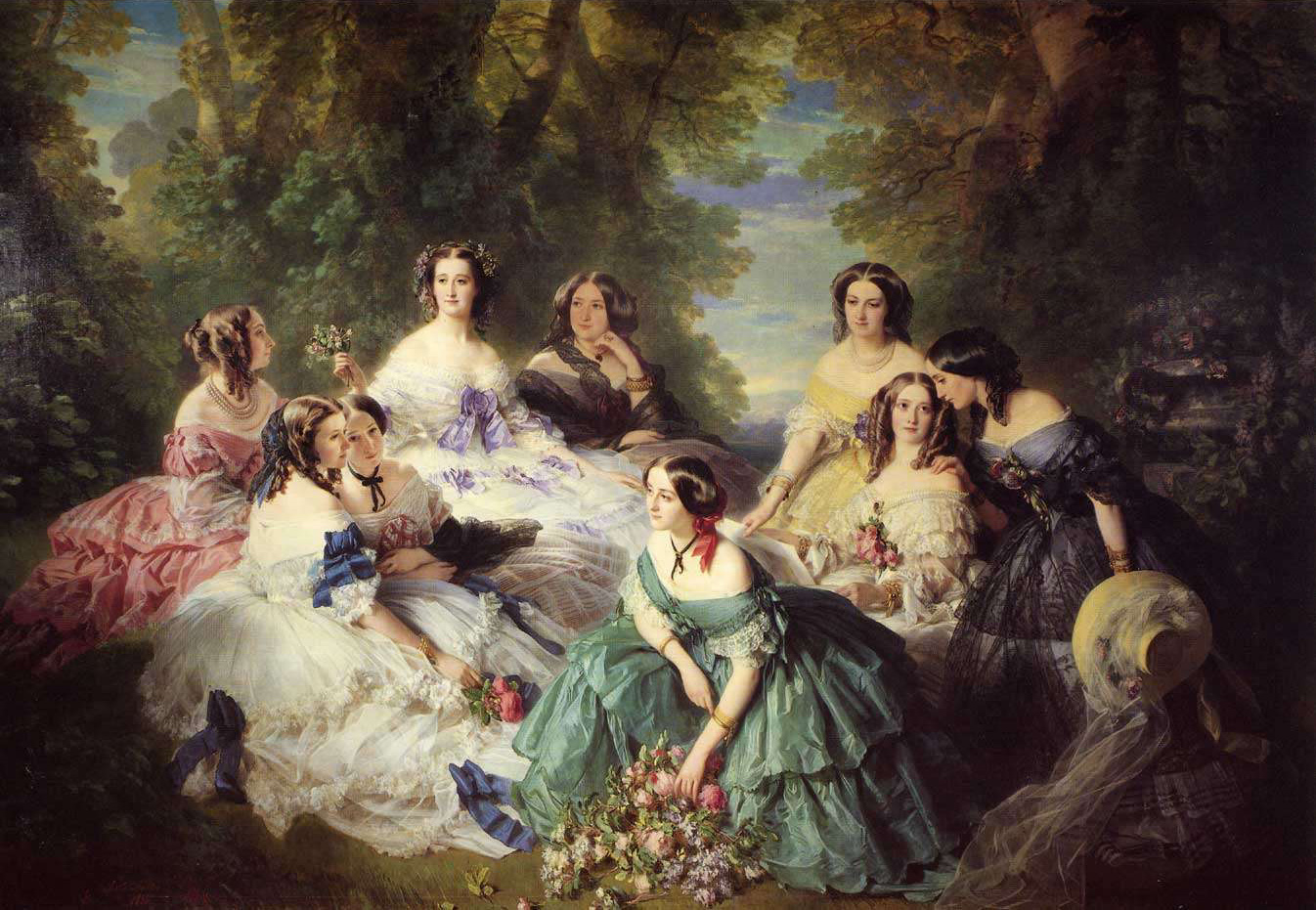
L'Impératrice Eugénie entourée de ses dames d'honneur, Franz Xaver Winterhalter, 1855.

Une dame de compagnie ou demoiselle de compagnie est l'assistante personnelle d'une reine, d'une princesse ou d'une autre dame de la noblesse. Elle est souvent elle-même noble, mais d'un rang inférieur à celui de la personne qu'elle assiste. Elle n'est pas considérée comme une domestique. Son statut varie selon les époques et les pays.

## Au Royaume-Uni

### Dans l'Angleterre de la Renaissance

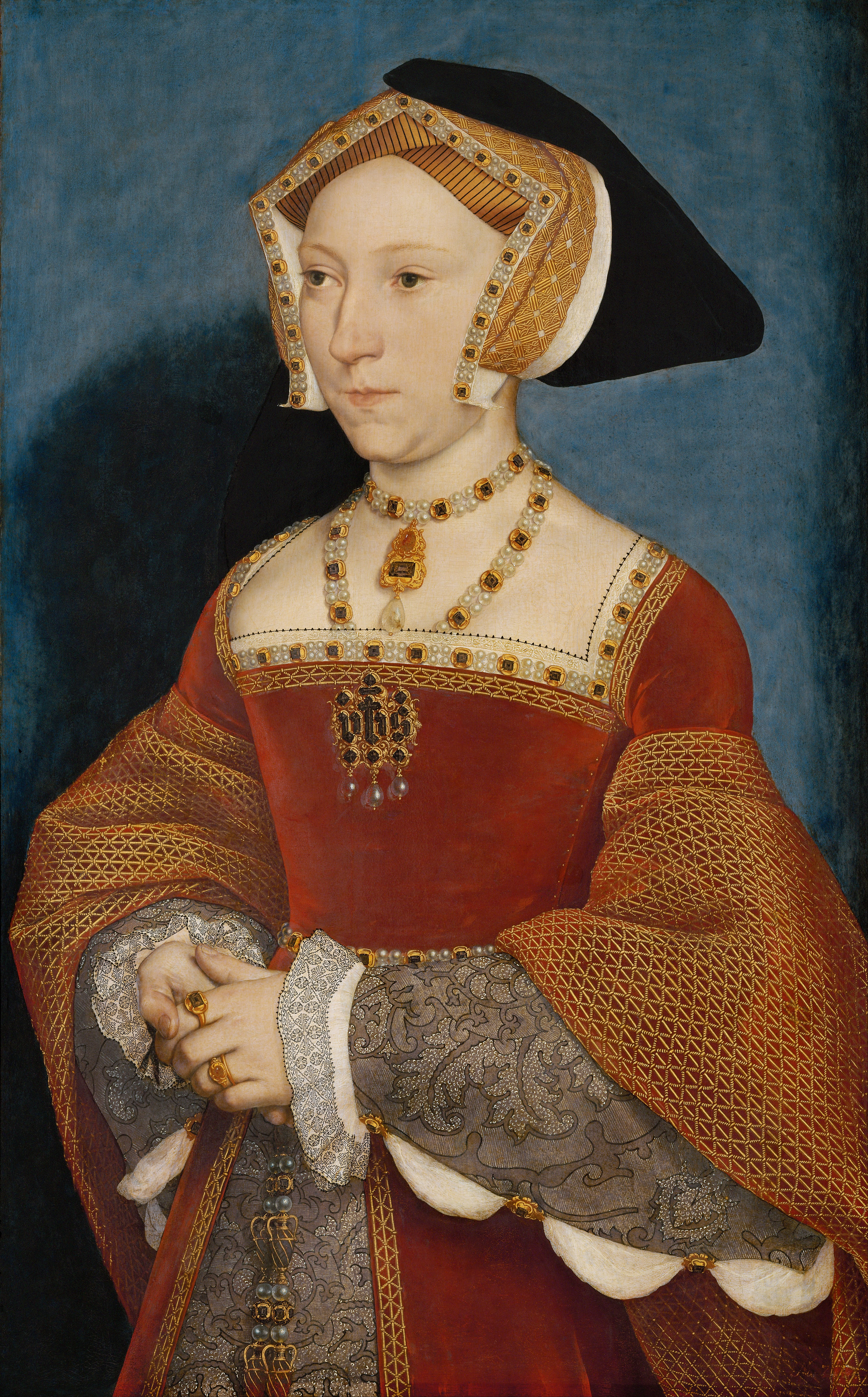
Jeanne Seymour fut dame de compagnie de Catherine d'Aragon puis d'Anne Boleyn avant de devenir reine elle-même.

En Angleterre pendant le règne des Tudors, les dames de compagnie de la reine étaient divisées en quatre catégories : great ladies (« grandes dames »), ladies of the privy chamber (« dames de la chambre privée »), maids of honour (« demoiselles d'honneur ») et chambermaids (« femmes de chambre »). Les plus proches de la reine étaient les ladies of the privy chamber, mais les plus nombreuses étaient les maids of honour. Il s'agissait souvent de parentes de la reine, qui étaient pour elle des confidentes sûres. Ainsi, Elizabeth Seymour, sœur de la reine Jeanne Seymour, devint lady of the privy chamber auprès d'elle. Les dames de compagnie étaient les amies de la reine et devaient la suivre dans tous ses déplacements. Les reines avaient souvent largement leur mot à dire sur le choix de leurs dames de compagnie.

### Actuellement
À la cour du Royaume-Uni, le terme de « dame de compagnie » (en anglais lady-in-waiting) désigne une femme accompagnant une femme de la famille royale à l'exception de la reine. Une femme qui accompagne la reine régnante ou consort porte le titre de Lady of the Bedchamber ou Woman of the Bedchamber, « Dame de la Chambre » et l'aînée des dames de compagnie porte le titre de Mistress of the Robes, « Maîtresse de la garde-robe ». Les Women of the Bedchamber assistent la reine tout le temps, tandis que la Mistress of the Robes et les Ladies of the Bedchamber n'interviennent normalement que pour les occasions formelles.
À la suite de la mort de la reine Élisabeth II, la BBC rapporte le 28 novembre 2022 que la reine consort Camilla a décidé de mettre fin à la tradition des dames de compagnie et que celles-ci seront désormais remplacées par les « compagnes de la reine ». Celles-ci devraient être moins souvent présentes auprès de la reine consort, ne l’accompagnant que lors de cérémonies officielles ou d’événements publics.

## En France

### Ancien Régime

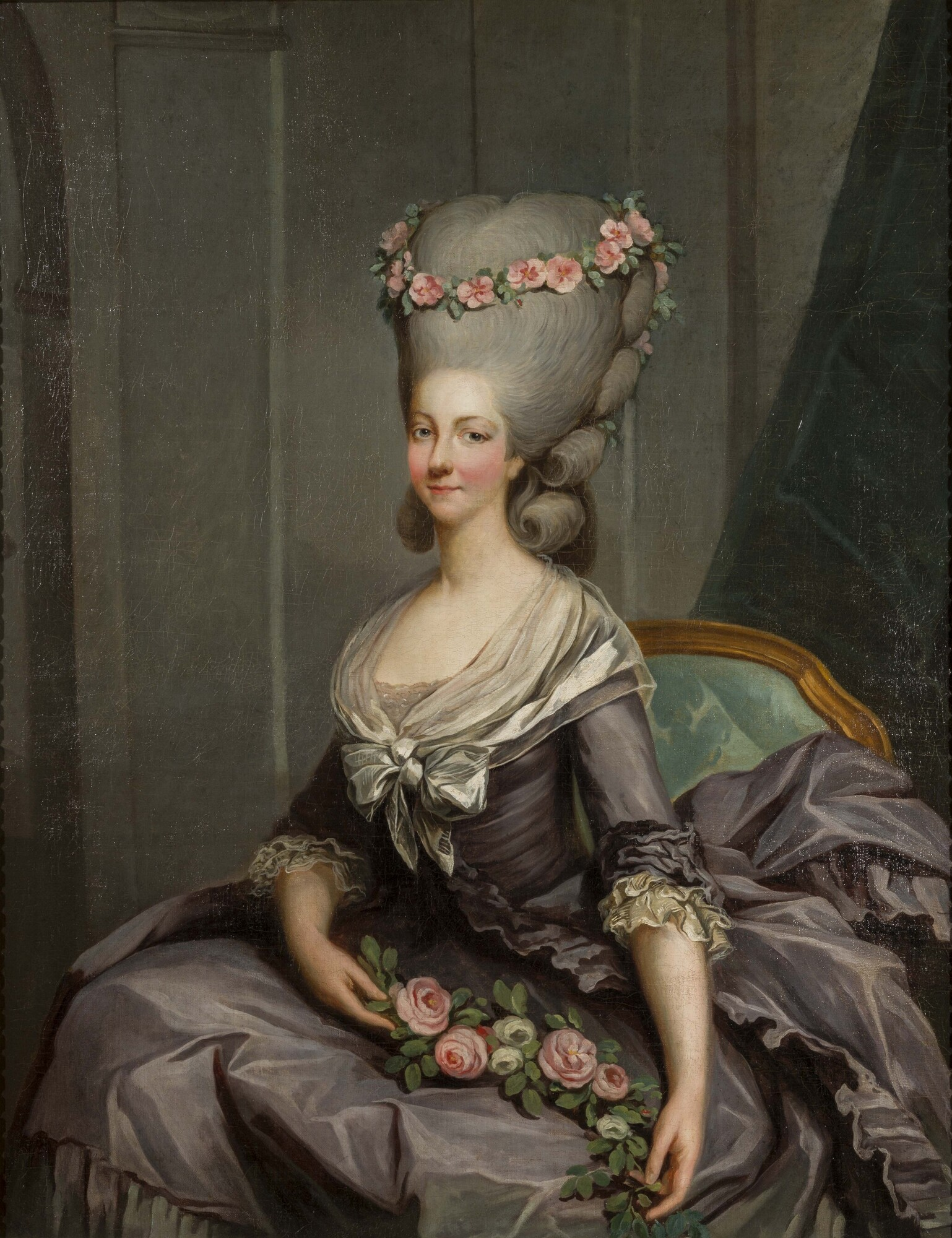
La princesse de Lamballe, dame de compagnie de la reine Marie-Antoinette.

Depuis le XVIIe siècle, on distingue plusieurs catégories de dames dans la maison de la reine et dans les maisons des princesses. La surintendante de la maison a le premier rang et reçoit les serments des officiers de la maison. Cet office, jugé trop important, fut supprimé entre 1741 et 1774. La dame d'honneur occupe le second rang, elle supplée la surintendante en son absence. La dame d'atours a la charge de la garde-robe et des femmes de chambres. Les dames du palais sont, dans la maison de la reine, des dames de qualité chargées d'accompagner la reine. Les offices de dame du palais ont été mis en place au XVIIe siècle, pour remplacer les demoiselles d'honneur, jeunes filles non mariées placées auprès de la reine. Ces différentes catégories de dames (femmes nobles mariées) ont un rang supérieur aux femmes, de chambre et de garde-robe, qui ne sont pas nobles.
Le rang des dames de la maison de la reine ne correspond pas toujours à une réelle proximité avec la reine. Ainsi sous le règne de Louis XVI, Marie-Antoinette d'Autriche manifesta une bien plus grande affection envers la comtesse de Polignac, qui n'eut pas de rang officiel avant 1782, plutôt qu'envers la princesse de Lamballe, surintendante de sa maison depuis 1774. La princesse de Lamballe remplaçait pourtant la comtesse de Noailles, détestée par Marie-Antoinette, qui la surnommait Mme Étiquette.
Les diverses charges de la maison de la reine comportaient des gages importants, encore augmentés par les faveurs éventuelles dont pouvait faire bénéficier la reine. Le couple Polignac reçut ainsi de nombreuses grâces, dont des pensions.
Les rois trouvaient fréquemment leurs favorites dans l'entourage de la reine ou des princesses du sang, ou inversement, permettaient à leurs favorites de vivre à leurs côtés en leur donnant une place de dame de compagnie dans l'entourage de leur épouse. Ainsi fit Louis XIV avec la duchesse de La Vallière et la marquise de Montespan.

### Actuellement
De nos jours, on utilise le terme « dame de compagnie » notamment pour désigner une auxiliaire de vie.

## Au Japon

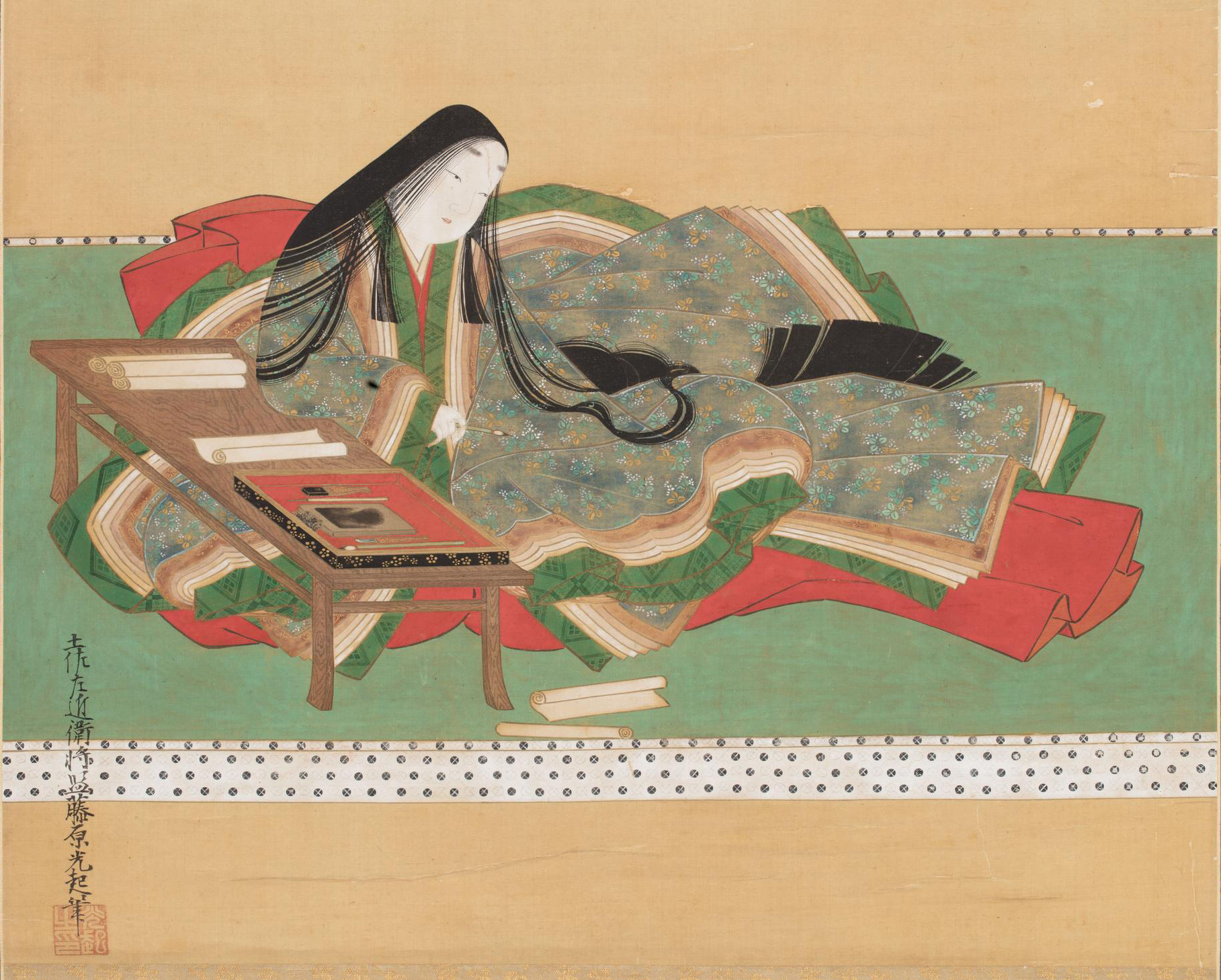
Murasaki Shikibu fut dame de compagnie de l'impératrice Shōshi.

À l'époque de Heian, l'empereur, les impératrices ou les princesses royales comptaient dans leur entourage ou à leur service une société de dames de compagnie haut placées (nyōbō), issues de la noblesse et choisies pour leur instruction et leur goût ; les plus célèbres d'entre elles sont des femmes de lettres et des poétesses réputées jusqu'à nos jours, comme Murasaki Shikibu, Sei Shōnagon, Izumi Shikibu ou Akazome Emon. Le terme nyōbō bungaku désigne parfois la littérature de ces courtisanes instruites vivant recluses au palais à l'époque, et qui renseigne tant sur la vie à la cour que sur le rôle des dames de compagnie et leurs réflexions.
Une hiérarchie formelle existait entre elles ; en marge, des dames issues de basses ou moyennes noblesse pouvaient également entrer au service d'une dame plus haut placée. Murasaki Shikibu dénonce dans son Journal le manque d'instruction de ces femmes et Sei Shōnagon souligne qu'elles peuvent paraître frivoles, car de nombreux nobles les côtoient au palais,. L'empereur pouvait avoir plusieurs impératrices (de différents rangs), et les dames de compagnie étaient impliquées dans d'éventuelles rivalités.

## Dames de compagnie célèbres
- Lady Mary Boleyn, sœur de Anne Boleyn et maîtresse du roi Henri VIII d'Angleterre dans les années 1520.
- Trois des femmes d'Henri VIII : Anne Boleyn, Jeanne Seymour et Catherine Howard furent dames de compagnie de la précédente avant de devenir reines à leur tour.
- Jeanne de Harlay, baronne de Montglat, dame d'honneur successivement de Christine de France, duchesse de Savoie, et Henriette de France, reine d'Angleterre.
- Yolande Martine Gabrielle de Polastron, comtesse de Polignac, favorite de Marie-Antoinette
- Louise-Élisabeth, marquise de Tourzel sous Louis XVI
- Cynthia Elinor Beatrix Hamilton
- Murasaki Shikibu
- Sei Shōnagon
- Lizzie Yu Der Ling
- Nellie Yu Roung Ling